# تانیا آلن
تانیا آلن (انگلیسی: Tanya Allen؛ زادهٔ ۱۹۷۵ (۴۹–۵۰ سال)) یک هنرپیشه اهل کانادا است.
از فیلم‌ها یا برنامه‌های تلویزیونی که وی در آن نقش داشته است می‌توان به سایلنت هیل اشاره کرد.